# Lanslebourg-Mont-Cenis
Pour les articles homonymes, voir Mont-Cenis.
Lanslebourg-Mont-Cenis, anciennement Lanslebourg, est une ancienne commune française située dans le département de la Savoie, en région Auvergne-Rhône-Alpes.
Elle fusionne le 1er janvier 2017 avec les communes de Bramans, Lanslevillard, Sollières-Sardières et Termignon pour former la commune nouvelle de Val-Cenis.

## Géographie

### Localisation
Lanslebourg est située dans la vallée de la Maurienne, au pied du col du Mont-Cenis. Elle se trouve à 23 kilomètres de Modane et à 128 kilomètres de Chambéry.
Une partie du territoire communal de Lanslebourg est située dans le parc national de la Vanoise.
|                             |                        |                                                        |
| Termignon                   | Lanslebourg-Mont-Cenis | Lanslevillard                                          |
| Sollières-Sardières Bramans |                        | Novalaise (Italie) Moncenisio (Italie) Vénaux (Italie) |

### Hydrographie
Plusieurs rivières coulent sur le territoire de la commune de Lanslebourg-Mont-Cenis. Le centre du village est traversé par l'Arc, un affluent de l'Isère qui prend sa source plus haut dans la vallée de la Maurienne. Différents ruisseaux, affluents de l'Arc, coulent à Lanslebourg-Mont-Cenis. Depuis le col du Mont-Cenis, coule vers le nord le ruisseau du Chardoux qui rejoint l'Arc juste en aval du village. Sur l'autre versant du col, se trouve le lac artificiel du Mont-Cenis duquel coule la Cenise, dans le bassin versant du Pô. Ainsi la ligne de partage des eaux entre la mer Adriatique et la mer Méditerranée passe dans la commune.

## Toponymie
Le nom de la commune est composé du nom de la paroisse de Lanslebourg et du toponyme Mont-Cenis. Si la commune porte le nom de « Lans-le-Bourg » puis « Lanslebourg » au XIXe siècle, elle prend la forme de « Lanslebourg-Mont-Cenis » en 1951.
Le nom de la paroisse trouverait son origine dans le patronyme Lanzo, Lanz, Lans d'après le chanoine Adolphe Gros,,. Il semble que l'association du titre bourg à celui de Lans ait été réalisée afin de le distinguer de la paroisse de Lanslevillard. Ces deux paroisses n'en formait qu'une seule vers le XIIe siècle.
La première mention de la paroisse date de 1025 avec « Lanzo » dans un acte de donation de toutes les possessions d'un homme nommé Eurerius à l'abbaye de la Novalaise, fait à Turin,. On trouve plus tard « Lanzlobor » vers le XIIe siècle, puis « Ecclesia de Lanzo burgo » (1129), « Ecclesia de Lance » (1153),,. Plus tard, les termes « Apud Lanceumburgum » sont lisibles (1314), « Lanceum Burgum » (XIIe siècle), « Lainebourg » (1518), « Laignebourg » (1533),,. Aux mêmes époques, on trouve aussi les formes « Lanebourg » et « Lans-le-Bourg »,.
Le toponyme Mont-Cenis désignerait le « mont des cendres ». Il est ainsi composé des termes mont, une grande élévation naturelle (latin Montem), et de Cenis, un lieu de « la couleur de la cendre, cendré, gris » (latin Cinicius),.
Selon la tradition, à la suite d'un incendie de forêt, une grande quantité de cendres se serait accumulée sur le sol, d'où le nom. Le sentier de cendres a été retrouvé lors des travaux de construction de la route.
Le mont Cenis est ainsi mentionné en 739 par « Alpes in Cisinio », « Monte Ciniso » en 756. Le Frédégaire (compilation historiographique de 768) l'indique sous le toponyme « Mons Cinisius ». Il est par la suite désigné par les toponymes « Montem Cinisium » ou « clusas Montis Cenisii » au IXe siècle, « Mont Cinis » en 1275, « Mons Sinisius » au XIIIe siècle, « Mont de Senis » 1518.
En francoprovençal ou arpitan savoyard, le nom de la commune s'écrit Lens-Bôrg et se prononce [lɛ̃.boːr(t)] (retranscrit selon la norme API) et « Linbort » (transcrit selon la graphie semi-phonétique de Conflans).

## Histoire

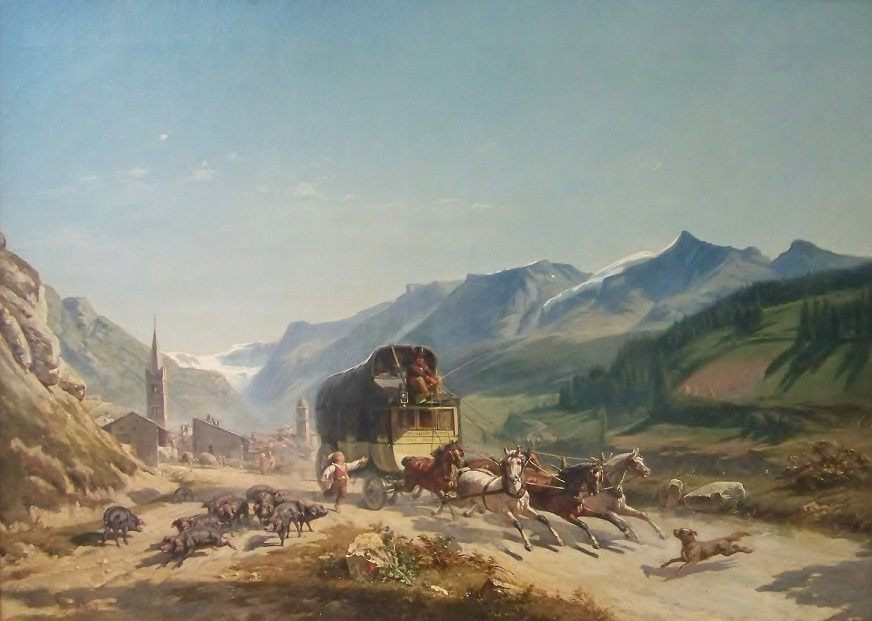
La diligence à Lanslebourg (1857).

De passage à Lans-le-Bourg au milieu de l'hiver 1643, le secrétaire de l'évêque de Florence atteste l'existence d'un service de descente du col du Mont-Cenis par ramasses (luges) sur 4 miles jusqu'à Lans-le-Bourg. Il atteste aussi de l'existence d'un « établissement d'instruction fréquenté par une centaine d'écoliers venus de toute la Savoie et même de Turin, le lieu étant propice au travail à cause de l'absence de divertissement ».
Lors de l'annexion du duché de Savoie par les troupes révolutionnaires françaises en 1792, la vallée de la Maurienne appartient au département du Mont-Blanc. La commune de Lanslebourg est rattachée administrativement au canton de Lanslebourg, dont elle est le chef-lieu, au sein du district de Saint-Jean-de-Maurienne. Lors de la réforme administrative de 1798 et la création du nouveau département du Léman, la situation de rattachement administrative de Lanslebourg ne change pas.
Lors de la construction de la ligne Paris—Milan du télégraphe Chappe de 1805 à 1807, deux relais sont construits à la Buffaz et au col du Paradis.
L'Empereur érige une nouvelle commune, éphémère, Mont-Cenis, en 1807, à partir des villages de l'Hospice (également paroisse), Grand Croix et la Ramasse (qu'il fallut créer), réduisant par la même de deux tiers la commune de Lanslebourg. L'année suivante, on relève que « deux foyers vivent à La Ramasse, trois à La Poste et trois à Grand-Croix ».
Le 24 juin 1940, la France signe l'Armistice de la Villa Incisa avec le gouvernement fasciste, après seulement quelques jours de bataille dans les Alpes, et de précaires victoires pour l'armée italienne. Lanslebourg, comme huit autres villages de Haute-Maurienne (Termignon, Lanslevillard, Bessans, Bramans, Sollière-Sardière, Bonneval-sur-Arc, Aussois, Avrieux) et trois de Haute-Tarentaise (Séez, Montvalezan, Ste-Foy), se trouve maintenant sous le joug italien et de leurs « commissaires civils », nommés par le commandement italien. Le « Bando del Duce » du 31 juillet 1940 fait en effet passer les huit villages occupés sous un régime d'annexion. La souveraineté italienne concerne aussi bien la Mairie que l'école, ou la vie économique. Lanslebourg, comme les autres villages, est coupé du reste du département par une « ligne verte », contrôlée par les Italiens, qui délivrent également les laissez-passer. Comme à Séez et à Ste-Foy, les Italiens ouvrent à Lanslebourg une coopérative « La Provida », où le paiement se fait en lires. Bénéficiant d'un double approvisionnement, à la fois français et italien, les habitants jouissent de conditions globalement un peu meilleures que dans le reste du département. À partir du 11 novembre 1942, les Italiens occupent l'ensemble de la Savoie. Le 8 septembre 1943, l'occupation italienne prend fin à Lanslebourg comme dans le reste du département, les Allemands remplaçant les Italiens.
Lors de leur retraite, ces derniers bombardent le village à l'artillerie le 20 septembre 1944 avant d'incendier méthodiquement les maisons dont les habitants ont été préalablement repoussés hors du bourg. Un total de 105 constructions sont anéanties.
Après la Seconde Guerre mondiale, le col du Mont-Cenis est cédé par l'Italie à la France en 1947 au traité de Paris.

## Politique et administration

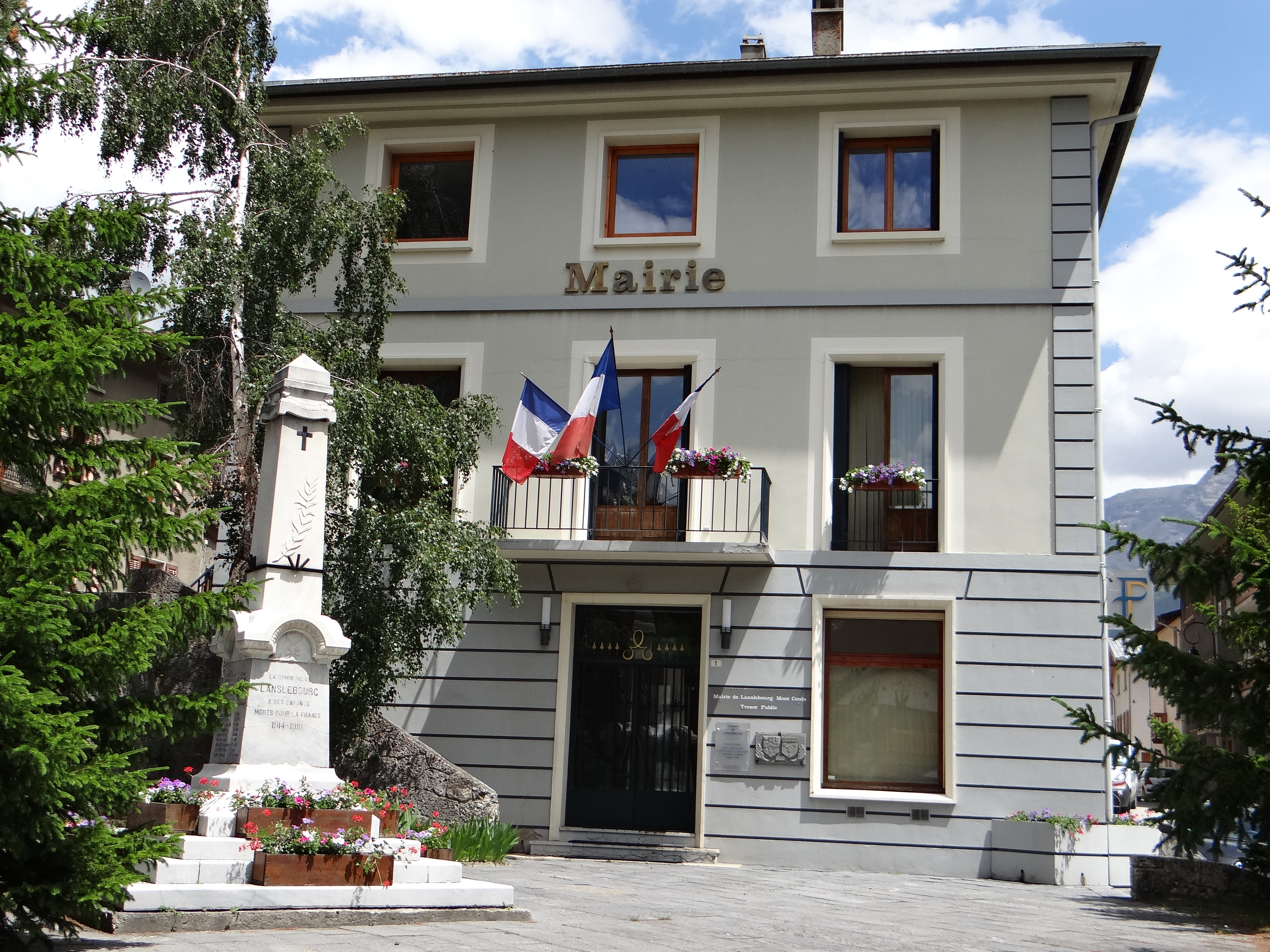
La mairie et le monument aux morts.

En 2010, la commune de Lanslebourg-Mont-Cenis a été récompensée par le label « Ville Internet @@@ ».
| Période                                  | Période       | Identité           | Étiquette | Qualité |
| ---------------------------------------- | ------------- | ------------------ | --------- | ------- |
| Les données manquantes sont à compléter. |               |                    |           |         |
| avant 1988                               | juin 1995     | Bernard Jorcin     |           |         |
| juin 1995                                | mars 2014     | Jean-Pierre Jorcin | UMP       |         |
| mars 2014                                | décembre 2016 | Jacques Arnoux     | SE        |         |

## Population et société
Ses habitants sont appelés les Languérines et les Languérins. Selon l'écrivain Joseph Dessaix, dans son ouvrage Nice et Savoie (1864), les habitants étaient surnommés, à cette époque, les Bavards.

### Démographie
L'évolution du nombre d'habitants est connue à travers les recensements de la population effectués dans la commune depuis 1793. Pour les communes de moins de 10 000 habitants, une enquête de recensement portant sur toute la population est réalisée tous les cinq ans, les populations de référence des années intermédiaires étant quant à elles estimées par interpolation ou extrapolation. Pour la commune, le premier recensement exhaustif entrant dans le cadre du nouveau dispositif a été réalisé en 2004.

En 2014, la commune comptait 645 habitants, en évolution de +5,91 % par rapport à 2008 (Savoie : +3,63 %, France hors Mayotte : +2,11 %).
| 1793 | 1800  | 1806  | 1822  | 1838  | 1848  | 1858  | 1861  | 1866  |
| ---- | ----- | ----- | ----- | ----- | ----- | ----- | ----- | ----- |
| 557  | 1 362 | 1 038 | 1 273 | 1 550 | 1 584 | 1 582 | 1 529 | 1 470 |

| 1872  | 1876  | 1881  | 1886  | 1891 | 1896 | 1901 | 1906 | 1911 |
| ----- | ----- | ----- | ----- | ---- | ---- | ---- | ---- | ---- |
| 1 303 | 1 023 | 1 033 | 1 008 | 914  | 971  | 974  | 953  | 912  |

| 1921 | 1926 | 1931 | 1936 | 1946 | 1954 | 1962 | 1968  | 1975 |
| ---- | ---- | ---- | ---- | ---- | ---- | ---- | ----- | ---- |
| 634  | 705  | 831  | 797  | 423  | 631  | 570  | 1 034 | 526  |

| 1982 | 1990 | 1999 | 2004 | 2006 | 2009 | 2014 | - | - |
| ---- | ---- | ---- | ---- | ---- | ---- | ---- | - | - |
| 552  | 647  | 640  | 604  | 589  | 618  | 645  | - | - |

### Médias

#### Radios et télévisions
La commune est couverte par des antennes locales de radios dont France Bleu Pays de Savoie… Enfin, la chaîne de télévision locale TV8 Mont-Blanc diffuse des émissions sur les pays de Savoie. Régulièrement, l'émission La Place du village expose la vie locale. France 3 et sa station régionale France 3 Alpes peuvent parfois relater les faits de vie de la commune.

#### Presse et magazines
La presse écrite locale est représentée par des titres comme Le Dauphiné libéré. Les hebdomadaires l'Essor savoyard et la Vie Nouvelle sont aussi diffusés.

#### Internet
Lanslebourg a été plusieurs fois récompensée pour sa politique Internet par le label « Ville Internet » de 2006 à 2012, obtenant en 2010 @@@.

## Économie

### Tourisme
Le domaine de la station de sports d'hiver de Val Cenis Vanoise se situe sur la commune et celle de Lanslevillard.
En 2014, la capacité d'accueil de la commune, estimée par l'organisme Savoie Mont Blanc, est de 5 324 lits touristiques répartis dans 313 structures. Les hébergements se répartissent comme suit : 208 meublés ; 4 résidences de tourisme ; 13 hôtels ; une structure d'hôtellerie de plein air ; 3 centres ou villages de vacances/auberges de jeunesse et 3 refuges ou gîtes d'étape.

## Culture locale et patrimoine

### Lieux et monuments
- L'église de l'Assomption-de-la-Vierge, devenu Espace baroque est un lieu d'exposition permanente créé dans une ancienne église inscrite au titre des monuments historiques[26]. Il est conçu pour donner les clés de lecture de l'Art baroque savoyard. Il présente aussi des expositions temporaires sur l'histoire et le patrimoine de la vallée.
- L'église Notre-Dame-de-l'Assomption, construite entre 1828 et 1830 et classée au titre des monuments historiques[27], possède un décor peint de style néoclassique.
- Le fort de Ronce près du col du Mont-Cenis.
- L'art rupestre s'est épanoui à travers l'important corpus des gravures rupestres du Grand roc noir, sur les communes de Termignon, Bessans, Lanslebourg et Lanslevillard.

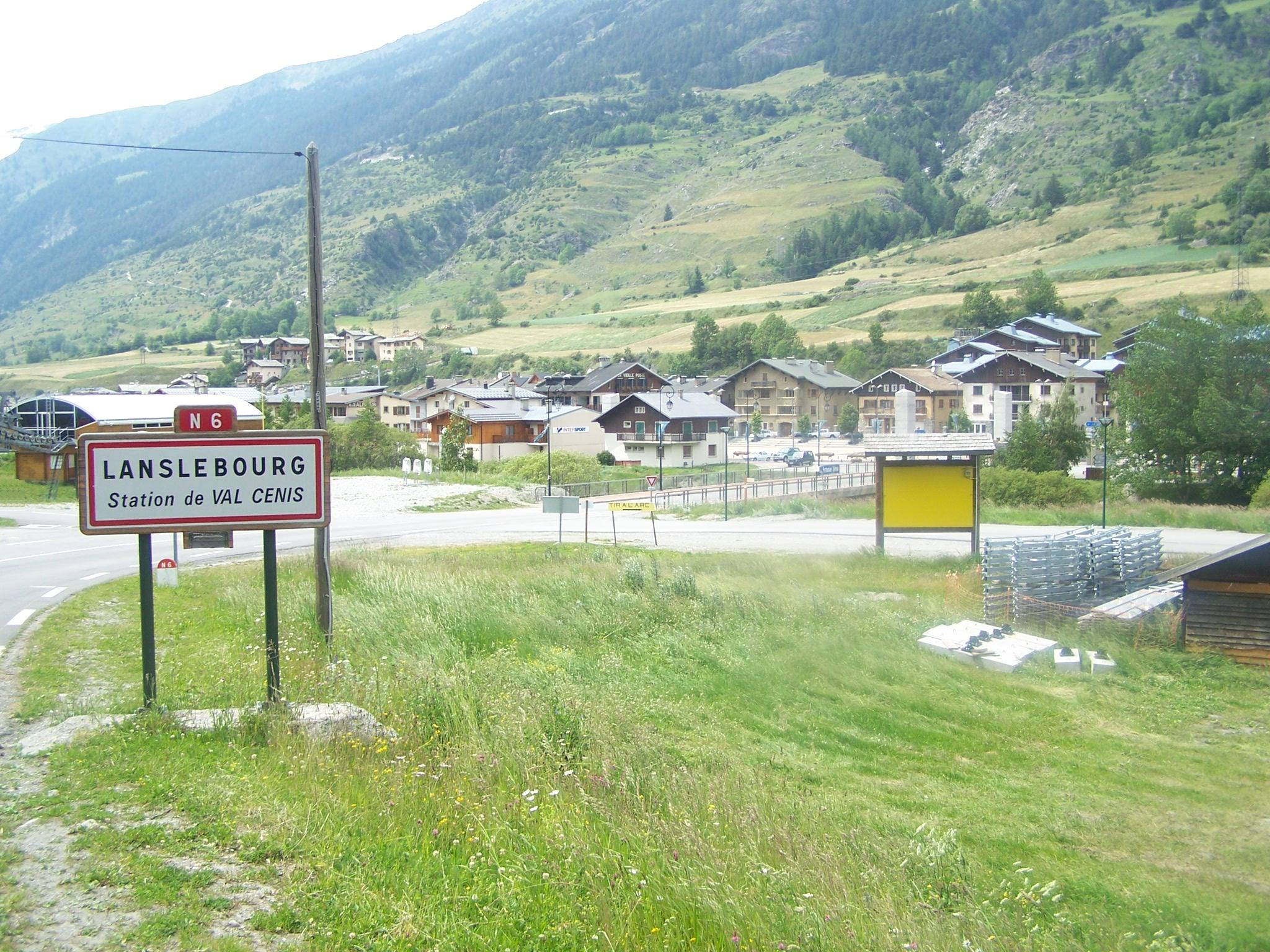
Entrée du bourg par l'amont.
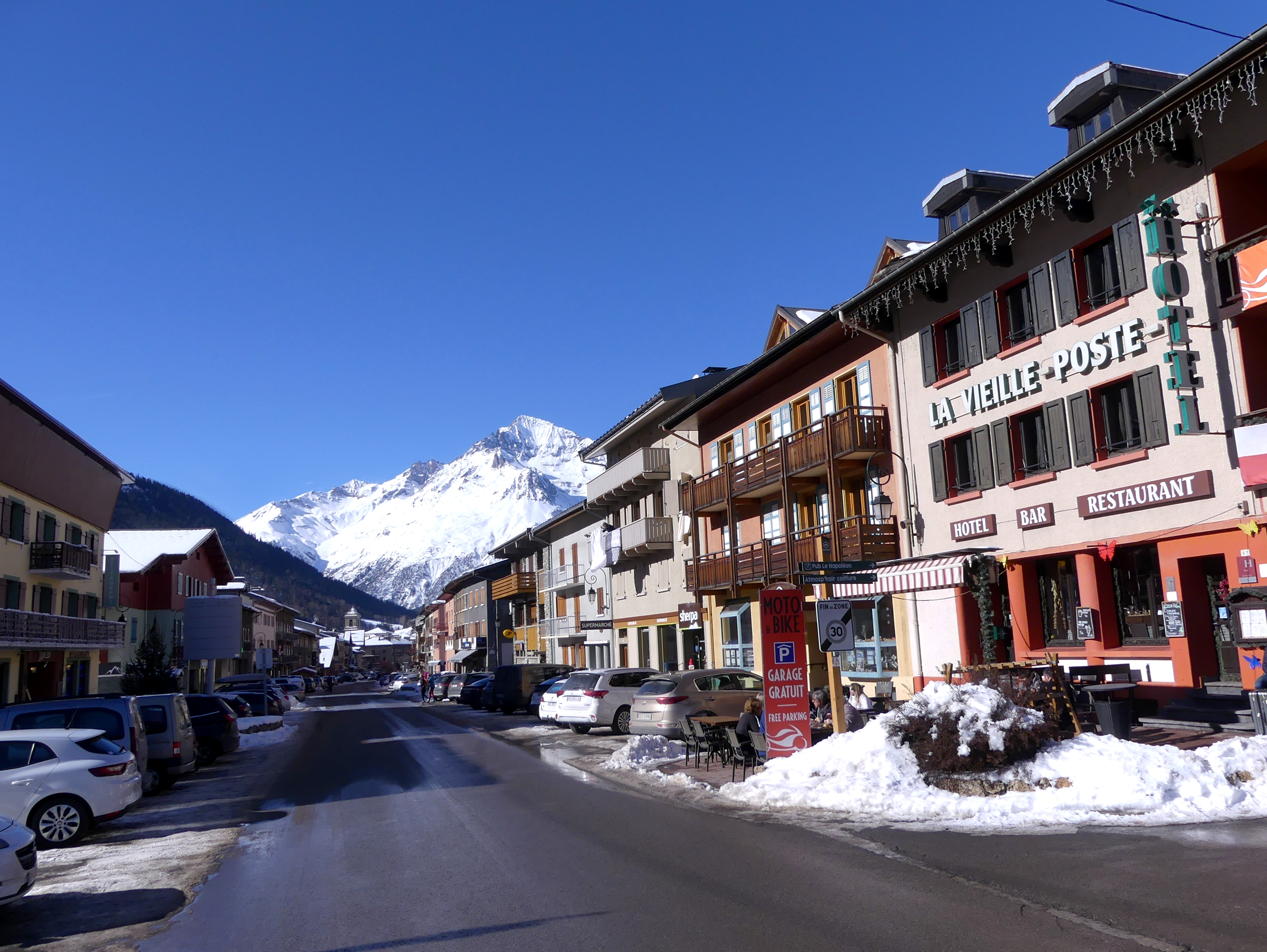
Vue du bourg.
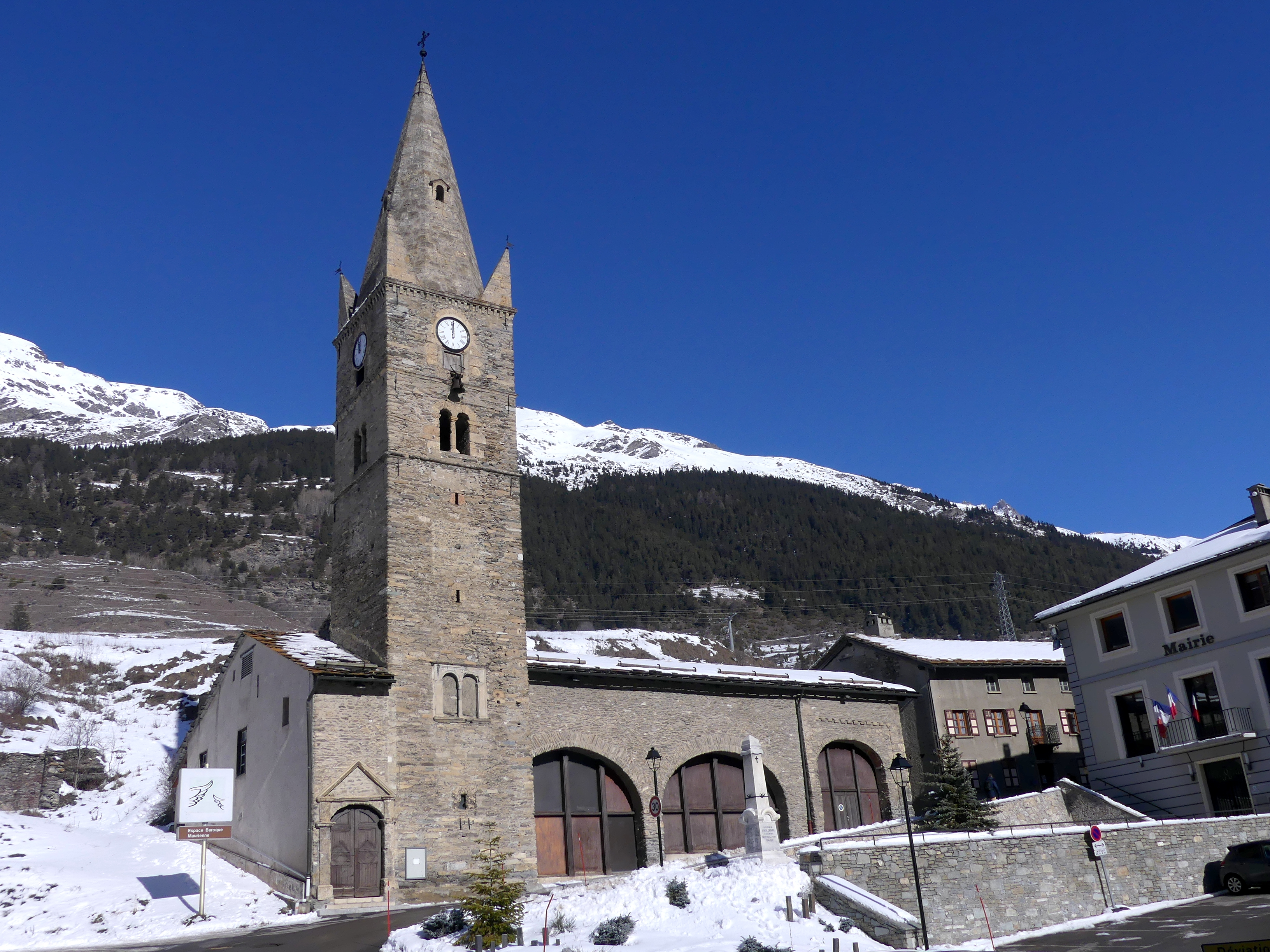
Ancienne église, aujourd'hui Espace baroque.
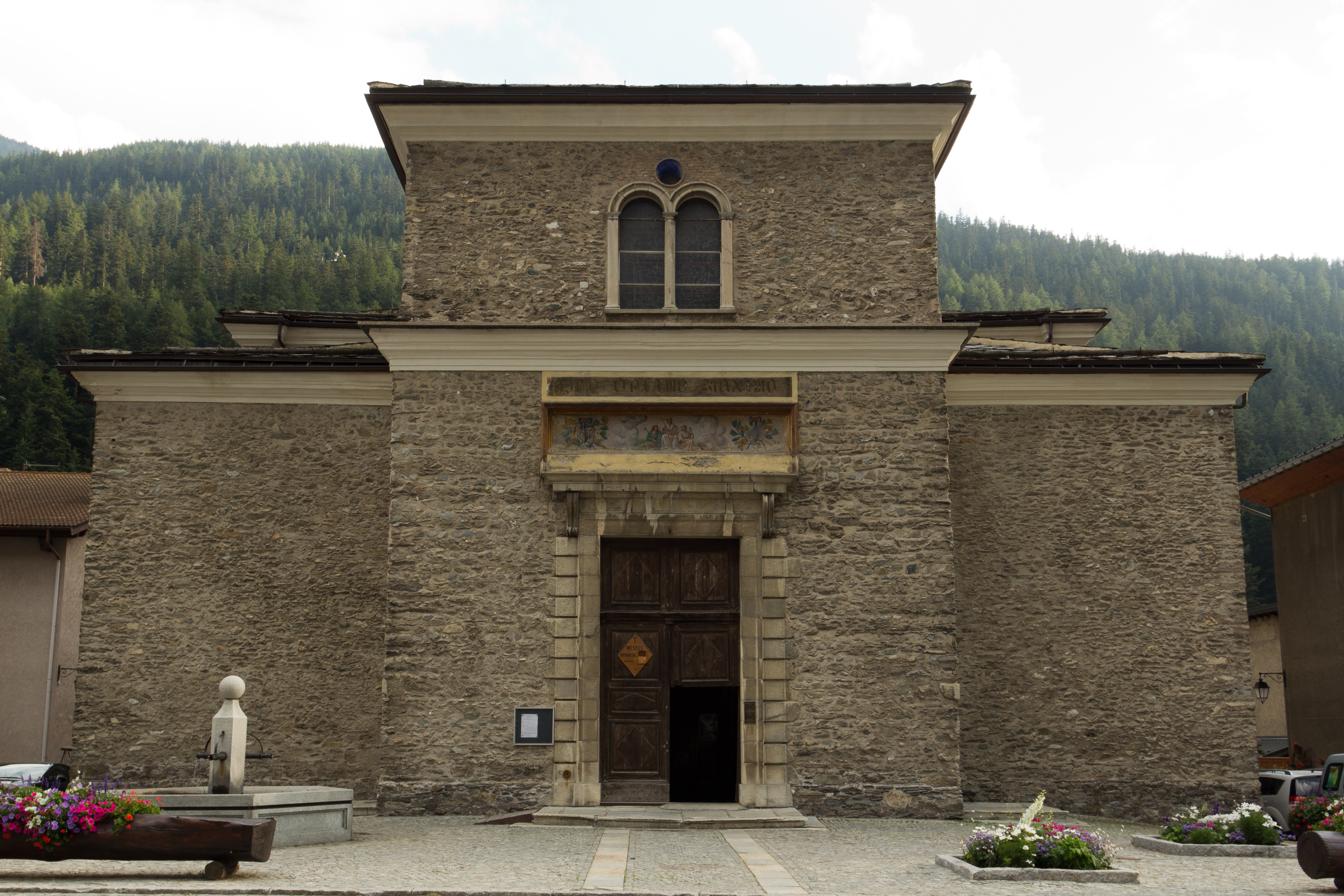
Façade de l'église Notre-Dame de l'Assomption.
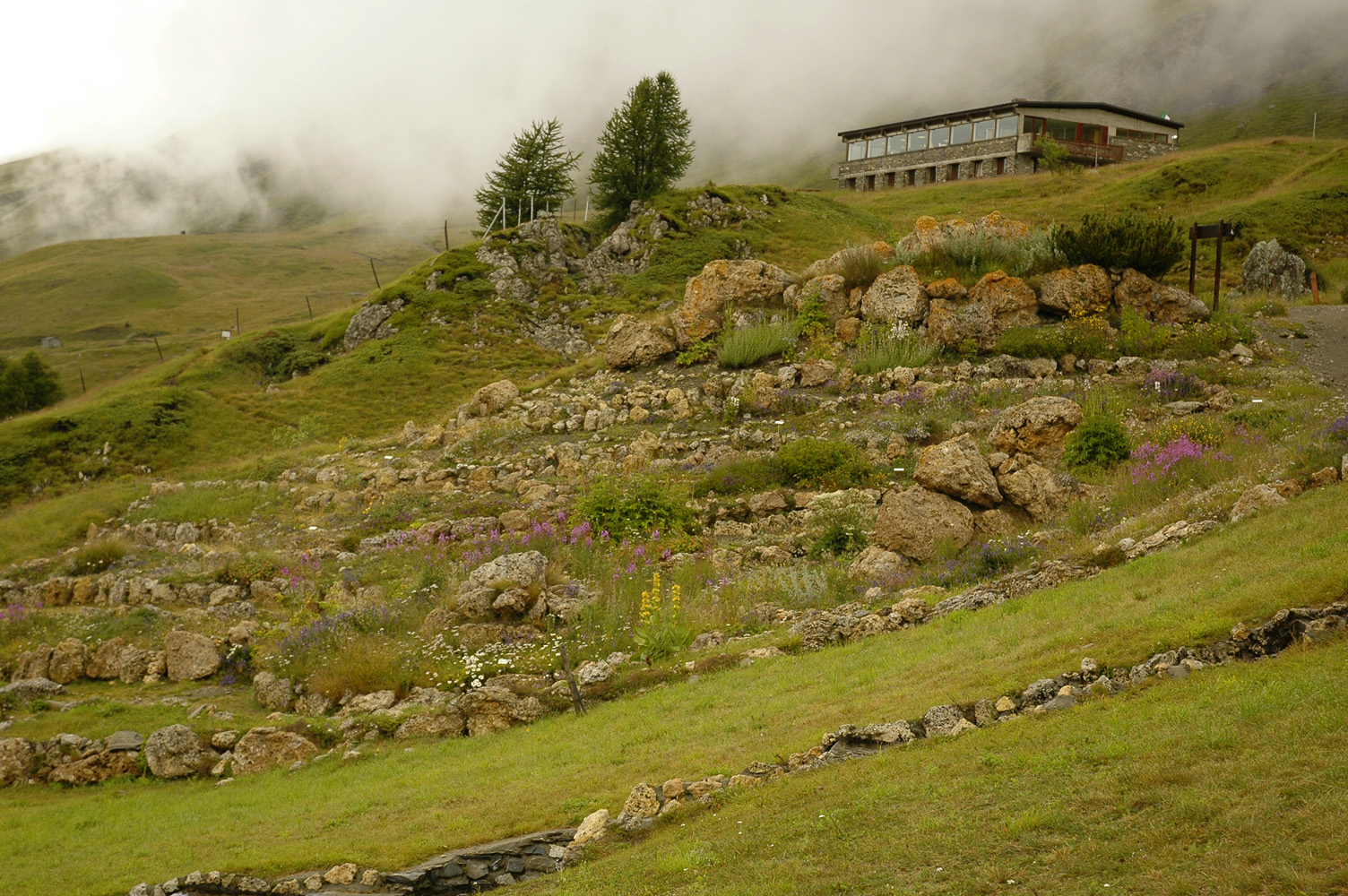
Jardin botanique du Mont-Cenis.

### Espaces verts et fleurissement
En 2014, la commune obtient le niveau « deux fleurs » au concours des villes et villages fleuris.

### Personnalités liées à la commune
- Laurent Gerra, humoriste a inauguré l'auditorium qui porte son nom.
- Pierre-Emmanuel Dalcin, skieur français.
- Yves Dimier, skieur français.
- Claire Dautherives, skieuse française.

### Héraldique
| Blason de Lanslebourg-Mont-Cenis | Blason  | De gueules à la croix d'argent chargée en abîme d'un château masuré, en chef et en flancs de trois étoiles, le tout de gueules et en pointe d'une Vierge d'argent vêtue de gueules mouvant de la pointe, cantonnée au premier d'une colombe fondante et tenant un rameau d'olivier d'argent, au deuxième d'une Croix de guerre 1939-1945 au naturel appendant du chef, au troisième d'un sapin d'argent et au quatrième d'un edelweiss posé en barre, tigé et feuillé du même. |
| Blason de Lanslebourg-Mont-Cenis | Détails | statut officiel, présent sur le site internet de la commune. |